# (35756) 1999 GX58
1999 GX58 (asteroide 35756) é um asteroide da cintura principal. Possui uma excentricidade de 0.16024770 e uma inclinação de 9.24390º.
Este asteroide foi descoberto no dia 12 de abril de 1999 por LINEAR em Socorro.